# Sudden Lights
Sudden Lights este o trupă letonă de indie-rock, formată în 2012 în Riga. În februarie 2023, grupul a câștigat selecția națională Supernova 2023 cu piesa "Aijā" și au reprezentat Letonia la Concursul Muzical Eurovision 2023.